# Xian de Lueyang
Le xian de Lueyang (略阳县 ; pinyin : Lüèyáng Xiàn) est un district administratif de la province du Shaanxi en Chine. Il est placé sous la juridiction de la ville-préfecture de Hanzhong.

## Démographie
La population du district était de 200 361 habitants en 1999.